# 궈펑
궈펑(郭峰, 곽봉, 본명 郭鋒, 아명(兒名)은 궈민푸(郭民富, 곽민부), 영문명은 Samuel Kwok, 1952년 10월 27일 ~ )은 중화인민공화국 홍콩 특별행정구의 남성 영화배우, 텔레비전 연기자이다.

## 생애
1972년 영화 《연경인(年輕人)》의 단역으로 영화배우로 데뷔하였고 1973년부터 텔레비전 드라마에도 출연하기 시작하였으며 1974년 영화 《괴인괴사(怪人怪事)》에 조연하였다. 배우자는 홍콩 영화배우 겸 텔레비전 연기자 출신의 어우양페이산(歐陽佩珊)이다.